# Seznam měst v Irsku
Toto je Seznam irských měst podle počtu obyvatel. Je zde vypsáno sto největších měst. Počet obyvatel pochází z Tabulky 7, svazek 1 z roku 2006 – sčítání lidu a zahrnuje předměstí.

## Seznam měst
| Rok 2006 | Rok 2002 | Město a hrabství              | Hrabství                                | Populace 2006 | Populace 2002 |
| -------- | -------- | ----------------------------- | --------------------------------------- | ------------- | ------------- |
| 1        | 1        | Dublin a předměstí            | Hrabství Dublin                         | 1 045 769     | 1 004 614     |
| 2        | 2        | Cork a předměstí              | Hrabství Cork                           | 190 384       | 186 239       |
| 3        | 3        | Limerick a předměstí          | Hrabství Limerick a Hrabství Clare      | 90 757        | 86 998        |
| 4        | 4        | Galway a předměstí            | Hrabství Galway                         | 72 729        | 66 163        |
| 5        | 5        | Waterford a předměstí         | Hrabství Waterford a Hrabství Kilkenny  | 49 213        | 46 736        |
| 6        | 7        | Drogheda a okolí              | Hrabství Louth a Hrabství Meath         | 35 090        | 31 020        |
| 7        | 6        | Dundalk a předměstí           | Hrabství Louth                          | 35 085        | 32 505        |
| 8        | 9        | Swords                        | Fingal a Hrabství Dublin                | 33 998        | 27 175        |
| 9        | 8        | Bray a okolí                  | Hrabství Wicklow a Hrabství Dublin      | 31 901        | 30 951        |
| 10       | 14       | Navan a okolí                 | Hrabství Meath                          | 24 851        | 19 417        |
| 11       | 10       | Ennis a okolí                 | Hrabství Clare                          | 24 253        | 22 051        |
| 12       | 11       | Tralee a okolí                | Hrabství Kerry                          | 22 744        | 21 987        |
| 13       | 12       | Kilkenny a okolí              | Hrabství Kilkenny                       | 22 179        | 20 735        |
| 14       | 15       | Carlow a okolí                | Hrabství Carlow a Hrabství Laois        | 20 724        | 18 487        |
| 15       | 16       | Naas                          | Hrabství Kildare                        | 20 044        | 18 288        |
| 16       | 13       | Sligo a okolí                 | Hrabství Sligo                          | 19 402        | 19 735        |
| 17       | 19       | Newbridge a okolí             | Hrabství Kildare                        | 18 520        | 16 739        |
| 18       | 22       | Mullingar a okolí             | Hrabství Westmeath                      | 18 416        | 15 621        |
| 19       | 17       | Wexford a okolí               | Hrabství Wexford                        | 18 163        | 17 235        |
| 20       | 23       | Letterkenny a okolí           | Hrabství Donegal                        | 17 586        | 15 231        |
| 21       | 21       | Athlone a okolí               | Hrabství Westmeath a Hrabství Roscommon | 17 544        | 15 936        |
| 22       | 20       | Celbridge                     | Hrabství Kildare                        | 17 262        | 16 016        |
| 23       | 18       | Clonmel a okolí               | Hrabství Tipperary a Hrabství Waterford | 17 008        | 16 910        |
| 24       | 33       | Balbriggan a okolí            | Fingal                                  | 15 559        | 10 294        |
| 25       | 25       | Malahide                      | Fingal                                  | 14 937        | 13 826        |
| 26       | 24       | Leixlip                       | Hrabství Kildare                        | 14 676        | 15 016        |
| 27       | 27       | Portlaoise a okolí            | Hrabství Laois                          | 14 613        | 12 127        |
| 28       | 26       | Killarney a okolí             | Hrabství Kerry                          | 14 603        | 13 137        |
| 29       | 28       | Greystones a okolí            | Hrabství Wicklow                        | 14 569        | 11 913        |
| 30       | 31       | Tullamore a okolí             | Hrabství Offaly                         | 12 927        | 11 098        |
| 31       | 30       | Carrigaline                   | Hrabství Cork                           | 12 835        | 11 191        |
| 32       | 29       | Castlebar a okolí             | Hrabství Mayo                           | 11 891        | 11 371        |
| 33       | 35       | Arklow a okolí                | Hrabství Wicklow                        | 11 759        | 9 993         |
| 34       | 36       | Cobh a okolí                  | Hrabství Cork                           | 11 303        | 9 811         |
| 35       | 34       | Maynooth                      | Hrabství Kildare                        | 10 715        | 10 151        |
| 36       | 32       | Ballina                       | Hrabství Mayo                           | 10 409        | 9 647         |
| 37       | 40       | Mallow a okolí                | Hrabství Cork                           | 10 241        | 8 937         |
| 38       | 37       | Wicklow a okolí               | Hrabství Wicklow                        | 10 070        | 9 355         |
| 39       | 45       | Midleton a okolí              | Hrabství Cork                           | 10 048        | 7 957         |
| 40       | 44       | Tramore a okolí               | Hrabství Waterford                      | 9 634         | 8 305         |
| 41       | 39       | Enniscorthy a okolí           | Hrabství Wexford                        | 9 538         | 8 964         |
| 42       | 38       | Skerries                      | Fingal                                  | 9 535         | 9 149         |
| 43       | 41       | Shannon a okolí               | Hrabství Clare                          | 9 222         | 8 561         |
| 44       | 43       | Portmarnock                   | Fingal                                  | 8 979         | 8 376         |
| 45       | 61       | Laytown-Bettystown-Mornington | Hrabství Meath                          | 8 978         | 5 597         |
| 46       | 46       | Longford a okolí              | Hrabství Longford                       | 8 836         | 7 557         |
| 47       | 42       | Ashbourne                     | Hrabství Meath                          | 8 528         | 6 362         |
| 48       | 47       | Dungarvan a okolí             | Hrabství Waterford                      | 8 362         | 7 452         |
| 49       | 49       | Rush                          | Fingal                                  | 8 286         | 6 769         |
| 50       | 55       | Athy                          | Hrabství Kildare                        | 8 218         | 6 049         |
| 51       | 54       | Cavan a okolí                 | Hrabství Cavan                          | 7 883         | 6 098         |
| 52       | 52       | Nenagh a okolí                | Hrabství Tipperary                      | 7 751         | 6 454         |
| 53       | 51       | New Ross a okolí              | Hrabství Wexford                        | 7 709         | 6 537         |
| 54       | 48       | Thurles a okolí               | Hrabství Tipperary                      | 7 682         | 7 425         |
| 55       | 59       | Kildare                       | Hrabství Kildare                        | 7 538         | 5 694         |
| 56       | 83       | Ratoath                       | Hrabství Meath                          | 7 249         | 3 794         |
| 57       | 64       | Gorey a okolí                 | Hrabství Wexford                        | 7 193         | 5 282         |
| 58       | 56       | Tuam a okolí                  | Hrabství Galway                         | 6 885         | 5 947         |
| 59       | 58       | Trim a okolí                  | Hrabství Meath                          | 6 870         | 5 894         |
| 60       | 50       | Youghal a okolí               | Hrabství Cork                           | 6 785         | 6 597         |
| 61       | 57       | Monaghan a okolí              | Hrabství Monaghan                       | 6 710         | 5 936         |
| 62       | 53       | Ballinasloe a okolí           | Hrabství Galway a Hrabství Roscommon    | 6 303         | 6 219         |
| 63       | 78       | Portarlington                 | Hrabství Laois a Hrabství Offaly        | 6 004         | 4 001         |
| 64       | 65       | Buncrana a okolí              | Hrabství Donegal                        | 5 911         | 5 271         |
| 65       | 62       | Carrick-on-Suir a okolí       | Hrabství Tipperary a Hrabství Waterford | 5 906         | 5 586         |
| 66       | 71       | Edenderry a okolí             | Hrabství Offaly                         | 5 888         | 4 559         |
| 67       | 68       | Fermoy a okolí                | Hrabství Cork                           | 5 873         | 4 804         |
| 68       | 66       | Bandon a okolí                | Hrabství Cork                           | 5 822         | 5 161         |
| 69       | 63       | Dunboyne                      | Hrabství Meath                          | 5 713         | 5 363         |
| 70       | 81       | Donabate                      | Fingal                                  | 5 499         | 3 854         |
| 71       | 60       | Westport a okolí              | Hrabství Mayo                           | 5 475         | 5 634         |
| 72       | 74       | Kells a okolí                 | Hrabství Meath                          | 5 248         | 4 421         |
| 73       | —        | Lusk                          | Hrabství Dublin                         | 5 236         | 2 456         |
| 74       | 69       | Passage West a okolí          | Hrabství Cork                           | 5 203         | 4 595         |
| 75       | 76       | Newcastle West                | Hrabství Limerick                       | 5 098         | 4 017         |
| 76       | 73       | Birr a okolí                  | Hrabství Offaly a Hrabství Tipperary    | 5 081         | 4 436         |
| 77       | 67       | Tipperary a okolí             | Hrabství Tipperary                      | 5 065         | 4 964         |
| 78       | 72       | Roscommon                     | Hrabství Roscommon                      | 5 017         | 4 489         |
| 79       | 75       | Clane                         | Hrabství Kildare                        | 4 968         | 4 417         |
| 80       | 70       | Roscrea                       | Hrabství Tipperary                      | 4 910         | 4 578         |
| 81       | 80       | Ardee a okolí                 | Hrabství Louth                          | 4 694         | 3 948         |
| 82       | 77       | Loughrea                      | Hrabství Galway                         | 4 532         | 4 004         |
| 83       | 82       | Carrickmacross                | Hrabství Monaghan                       | 4 387         | 3 832         |
| 84       | 79       | Listowel                      | Hrabství Kerry                          | 4 338         | 3 999         |
| 85       | 85       | Ballybofey-Stranorlar         | Hrabství Donegal                        | 4 176         | 3 603         |
| 86       | 84       | Clonakilty                    | Hrabství Cork                           | 4 154         | 3 698         |
| 87       | 96       | Kilcock                       | Hrabství Kildare                        | 4 100         | 2 740         |
| 88       | 86       | Kinsale                       | Hrabství Cork                           | 4 099         | 3 554         |
| 89       | 87       | Mountmellick a okolí          | Hrabství Laois                          | 4 069         | 3 361         |
| 90       | —        | Blessington                   | Hrabství Wicklow                        | 4 018         | 2 509         |
| 91       | 93       | Sallins                       | Hrabství Kildare                        | 3 806         | 2 922         |
| 92       | —        | Kinsealy-Drinan               | Hrabství Dublin                         | 3 651         | 2 110         |
| 93       | 92       | Macroom a okolí               | Hrabství Cork                           | 3 553         | 2 985         |
| 94       | —        | Oranmore                      | Hrabství Galway                         | 3 513         | 1 692         |
| 95       | 90       | Dunshaughlin                  | Hrabství Meath                          | 3 384         | 3 063         |
| 96       | 95       | Cahir                         | Hrabství Tipperary                      | 3 381         | 2 794         |
| 97       | 88       | Mitchelstown                  | Hrabství Cork                           | 3 365         | 3 300         |
| 98       | 89       | Bantry                        | Hrabství Cork                           | 3 309         | 3 150         |
| 99       | 94       | Kilcoole                      | Hrabství Wicklow                        | 3 252         | 2 826         |
| 100      | —        | Duleek                        | Hrabství Meath                          | 3 236         | 2 173         |